# I Call Your Name
Pistes de The Beatles' Second Album
Long Tall Sally Please Mr. Postman
Pistes de Past Masters
Long Tall Sally Slow Down
Pistes de Long Tall Sally (EP)
Long Tall Sally Slow Down
I Call Your Name est une chanson des Beatles, écrite essentiellement par John Lennon avant la formation des Beatles, mais créditée Lennon/McCartney.

## Historique
Lennon commence l'écriture de I Call Your Name probablement au printemps 1957. McCartney affirme qu'il a contribué un peu à son écriture au début de leur collaboration. À la suite d'encouragements par Brian Epstein d'écrire des chansons pour les artistes de son « écurie », Lennon termine la chanson en rajoutant un pont et en enregistre une démo. Il l'offre à Billy J. Kramer & the Dakotas en juin 1963, qui l'enregistrent et la publient en face B du single  Bad to Me (en), une autre de ses compositions . Celui-ci, insatisfait par la version des Dakotas, ainsi que de sa relégation en face B, la réenregistre avec les Beatles. Elle paraît aux États-Unis sur The Beatles' Second Album, puis au Royaume-Uni sur le EP Long Tall Sally. Aujourd'hui, on retrouve cette chanson sur la compilation Past Masters.
I Call Your Name a aussi été enregistrée dans les studios de la BBC le 31 mars 1964 pour une diffusion à l'émission Saturday Club (en) du 4 avril, mais cette version n'a jamais été officiellement publiée sur disque.

## Membres du groupe
- John Lennon – chant, guitare rythmique
- Paul McCartney – basse
- George Harrison – guitare solo
- Ringo Starr – batterie, cencerro

## Publication en France
La chanson arrive en France en juillet 1964 sur la face A d'un 45 tours EP (« super 45 tours »), accompagnée  de Long Tall Sally ; sur la face B figurent Slow Down et Matchbox. Sur la pochette la photo des Beatles dans la mer est prise à Miami par Dezo Hoffman lors de leur première tournée nord-américaine en 1964,.

## Reprises
I Call Your Name a été reprise par The Mamas & the Papas sur leur premier album, If You Can Believe Your Eyes and Ears, en 1965, chantée par Mama Cass avec les trois autres membres du groupe comme choristes[réf. nécessaire].
Une version a été pré-enregistrée par Ringo Starr pour l'émission John Lennon Scholarship Concert, organisée par Yoko Ono, diffusée le 5 mai 1990 et enregistrée au Pier Head de Liverpool